# Rainbow Connection
The Rainbow Connection es una canción compuesta por Paul Williams en 1979 con letra de Kenneth Ascher para la película The Muppet Movie, donde es interpretada por Kermit the Frog —conocido como la Rana Gustavo en España, y la Rana René en Hispanoamérica—, personaje al que pone voz en la película Jim Henson. La canción fue nominada al premio Óscar a la mejor canción original de dicho año; y en la popular lista de las 100 canciones más representativas del cine estadounidense se sitúa en el puesto número 74.